# Српска опен (Бања Лука челенџер)
Српска опен је званични назив АТП челенџер турнира, који се игра сваког септембра у Бањој Луци, Република Српска, БиХ од 2002. године. 
Турнир је дио АТП челенџер серије 
Турнир је дио АТП челенџер серије. Игра се на отвореним теренима Националног тениског центра Републике Српске у парку Младен Стојановић. Постоји и могућност играња ноћних мечева. Подлога је од црвене шљаке. Наградни фонд турнира је 85.000 америчких долара, а побједник носи 80 АТП поена. У протеклим годинама финала овог турнира играли су између осталих: Дијего Шварцман, Виктор Троицки, Душан Лајовић, Виктор Ханеску...

## Протекла финала
| Година | Победник                | Финалист              | Резултат                |
| 2022   | Fábián Marozsán         | Damir Džumhur         | 6–2, 6–1                |
| ------ | ----------------------- | --------------------- | ----------------------- |
| 2021   | Juan Manuel Cerúndolo   | Nikola Milojević      | 6–3, 6–1                |
| 2020   | Није одржан             | Није одржан           | Није одржан             |
| 2019   | Tallon Griekspoor       | Sumit Nagal           | 6–2, 6–3                |
| 2018   | Alessandro Giannessi    | Carlos Berlocq        | 6–7(6–8), 6–4, 6–4      |
| 2017   | Maximilian Marterer     | Carlos Taberner       | 6–1, 6–2                |
| 2016   | Adam Pavlásek           | Miljan Zekić          | 3–6, 6–1, 6–4           |
| 2015   | Dušan Lajović           | Victor Hănescu        | 7–6(7–5), 7–6(7–5)      |
| 2014   | Viktor Troicki          | Albert Ramos          | 7–5, 4–6, 7–5           |
| 2013   | Aljaž Bedene            | Diego Schwartzman     | 6–3, 6–4                |
| 2012   | Victor Hănescu          | Andreas Haider-Maurer | 6–4, 6–1                |
| 2011   | Blaž Kavčič             | Pere Riba             | 6–4, 6–1                |
| 2010   | Marsel İlhan            | Pere Riba             | 6–0, 7–6(7–4)           |
| 2009   | Daniel Gimeno-Traver    | Julian Reister        | 6–4, 6–1                |
| 2008   | Ilija Bozoljac          | Daniel Gimeno-Traver  | 6–4, 6–4                |
| 2007   | Konstantinos Economidis | Iván Navarro          | 7–6, 6–4                |
| 2006   | Marco Mirnegg           | Nicolas Devilder      | 6–2, 6–4                |
| 2005   | Vasilis Mazarakis       | Viktor Troicki        | 6–2, 6–2                |
| 2004   | Yuri Schukin            | Werner Eschauer       | 7–6, 7–6                |
| 2003   | Mario Radić             | František Čermák      | 6–4, 6–3                |
| 2002   | Tomas Behrend           | Werner Eschauer       | није одиграно због кише |